# Kalju Ojaste
Kalju Ojaste (* 8. Dezember 1961 in Otepää) ist ein ehemaliger estnischer Biathlet.
Kalju Ojaste betrieb seit 1978 Biathlon und startete für SC Pohjakotkas. Zunächst konnte er sich nicht gegen die Konkurrenz im Lager der sowjetischen Athleten durchsetzen. Seinen internationalen Durchbruch hatte er erst, als er nach der Trennung Estlands von der UdSSR für sein Heimatland startete. Schon 1992 trat er in Albertville bei seinen ersten Olympischen Spielen an. Im Einzel wurde er 37. im Sprint 59. und mit der Staffel Elfter. Die Medaillen in nichtolympischen Wettbewerben wurden bei den Biathlon-Weltmeisterschaften 1992 in Nowosibirsk vergeben. Ojaste gewann im Mannschaftswettbewerb mit dem estnischen Team zu dem auch Aivo Udras, Urmas Kaldvee und Hillar Zahkna gehörten die Bronzemedaille. Bei den Biathlon-Weltmeisterschaften 1993 in Borowez wurde Ojaste nur in der Staffel eingesetzt, mit der er Siebter wurde. 1994 folgte mit den Olympischen Winterspielen von Lillehammer der nächste Höhepunkt. Ojaste wurde dort 69. im Einzel und 13. mit der Staffel. Seine besten Ergebnisse bei Großereignissen erreichte der Este als 20. im Einzel und 30. im Sprint bei den Biathlon-Weltmeisterschaften 1995 in Antholz. Ein Jahr später wurde er in Ruhpolding Einzel-32. und 55. im Sprint. Seine letzte WM lief Ojaste 1997 in Osrblie und wurde 40. im Einzel und Neunter im Staffelrennen. Letztes Großereignis wurden die Olympischen Winterspiele 1998 von Nagano. Bei den Wettkämpfen in Nozawa Onsen erreichte er den 44. Rang im Einzel sowie Platz 13. mit der estnischen Staffel.
Im Weltcup lief Okaste meist nur mit, erreichte selten herausragende Platzierungen. Zu den besseren Ergebnissen gehörten neben dem 20. Platz bei der WM 1995 in Antholz ein 18. Rang bei einem Einzel 1994 in Canmore sowie ein 15. Rang im folgenden Jahr in Lahti. Bestes Staffelergebis war ein zehnter Rang 1997 in Antholz. Nach den Olympischen Spielen 1998 beendete der Este seine aktive Karriere im Spitzensport. Heute ist er als Offizieller für das Team seiner Heimat tätig. Seine Tochter Triin Ojaste gehört dem estnischen Skilanglauf-Nationalteam an.

## Biathlon-Weltcup-Platzierungen
Die Tabelle zeigt alle Platzierungen (je nach Austragungsjahr einschließlich Olympische Spiele und Weltmeisterschaften).
- 1.–3. Platz: Anzahl der Podiumsplatzierungen
- Top 10: Anzahl der Platzierungen unter den ersten zehn (einschließlich Podium)
- Punkteränge: Anzahl der Platzierungen innerhalb der Punkteränge (einschließlich Podium und Top 10)
- Starts: Anzahl gelaufener Rennen in der jeweiligen Disziplin

| Platzierung                             | Einzel | Sprint | Verfolgung | Massenstart | Team | Staffel | Gesamt |
| --------------------------------------- | ------ | ------ | ---------- | ----------- | ---- | ------- | ------ |
| 1. Platz                                |        |        |            |             |      |         |        |
| 2. Platz                                |        |        |            |             |      |         |        |
| 3. Platz                                |        |        |            |             | 1    |         | 1      |
| Top 10                                  |        |        |            |             | 1    | 3       | 4      |
| Punkteränge                             | 4      | 2      |            |             | 3    | 11      | 20     |
| Starts                                  | 21     | 28     | 1          |             | 3    | 11      | 64     |
| Stand: Daten sind nicht völlig komplett |        |        |            |             |      |         |        |